# Dagny Gräsbeck
Dagny Emilia Gräsbeck, född 1898 i Bromarv, död 1976 i Houtskär, var en finlandssvensk författare.